# Кандида (муниципалитет)
Кандида (итал. Candida) — коммуна в Италии, располагается в регионе Кампания, в провинции Авеллино.
Население составляет 1129 человек (2008 г.), плотность населения составляет 208 чел./км². Занимает площадь 5 км². Почтовый индекс — 83040. Телефонный код — 0825.
Покровителем населённого пункта считается святой San Filippo Neri.

## Демография
Динамика населения:

## Администрация коммуны
- Официальный сайт: http://www.comune.candida.av.it/